# Спинола, Лука (1628)
Лука Спинола (итал. Luca Spinola; Генуя, 1628 — Генуя, 1715) — дож Генуэзской республики.

## Биография
Родился в Генуе в 1628 году с семье Лучано Спинола и Франчески Ферреро.
В молодости занимался семейными делами и не занимал должностей в системе управления Республики.
Только в 1680 году появился на политической сцене, находясь в ближайшем окружении дожа Франческо Мария Леркари Империале в период конфликта с Людовиком XIV. В 1685 году был назначен главой Синдикатория - органа, оценивавшего эффективность работы дожей.
Был избран дожем 27 августа 1687 года (с перевесом всего в 4 голоса над Бендинелли Негроне), 129-м в истории Генуи, став одновременно королём Корсики. Его правление прошло мирно и спокойно и было посвящено в основном продолжению работ над строительством нового пирса и реконструкции города после французской военно-морской бомбардировки 1684 года.
<meta />Его мандат завершился 27 августа 1689 года, после чего он продолжил служить Республике на различных постах, в том числе был назначен пожизненным прокурором. В 1703 году удалился от дел и умер в Генуе в 1715 году, был похоронен в аббатстве Сан-Джироламо.

### Личная жизнь
От брака с Викторией Де Марини не имел детей.